# Dillon (klan)
Dillon är en klan i Liberia. Den ligger i regionen Montserrado County, i den västra delen av landet, 25 km norr om huvudstaden Monrovia.